# Здание Донской опытной станции масличных культур
Здание Донской опытной станции масличных культур — здание в Ростове-на-Дону, построенное в 1910-х годах. Расположено по адресу: Сельскохозяйственный переулок, дом 6, литер А. С начала XX века это здание относилось к Ростово-Нахичеванской опытной сельскохозяйственной станции, которая в дальнейшем была переименована в Донскую опытную станцию масличных культур. С 1918 по 1974 год в этом здании работал учёный-селекционер Леонид Афанасьевич Жданов. Здание Донской опытной станции масличных культур имеет статус объекта культурного наследия регионального значения.

## Архитектура
Здание расположено во дворе и главным фасадом обращено на юг. Кирпичное строение имеет переменную этажность и Г-образную конфигурацию в плане. К лестничному холлу примыкают коридоры с рабочими помещениями. Основной двухэтажный объём здания завершается четырёхскатной крышей с чердаком. Главный фасад декорирован междуэтажной тягой, профилированным карнизом и пилястрами. Оконные проёмы оформлены наличниками, подоконными вставками и замковыми камнями. Парадный вход выделен наличником.
В 1976 на здании была установлена мемориальная доска с текстом: «В этом здании с 1924 года по 1974 год работал выдающийся селекционер Герой Социалистического Труда, заслуженный деятель науки РСФСР, лауреат Государственной премии, действительный член-академик ВАСХНИЛ, профессор Жданов Леонид Афанасьевич». Текст на мемориальной доске не совсем точен, так как работать на Ростово-Нахичеванской опытной станции Жданов начал ещё в 1918 году. Он был заведующим отделом полеводства.
Постановлением Главы Администрации Ростовской области № 411 от 9 октября 1998 года здание Донской опытной станции масличных культур было взято под государственную охрану как объект культурного наследия регионального значения.